# Маринка, Янка і таємниці королівського замку
«Маринка, Янка і таємниці королівського замку» — радянський художній фільм-казка, поставлений на кіностудії «Білорусьфільм» у 1976 році (в титрах 1977 р.) режисером Юрієм Цвєтковим за участю Вацлава Вербовського за мотивами білоруських народних казок. Телеверсія в двох серіях — «Пастух Янка». Прем'єри фільму в СРСР: 1977 (ТВ), лютий 1978 (кіно).

## Сюжет
Пастушок Янка і ткаля Маринка після випадкової зустрічі закохалися в один одного і вирішили одружитися. Однак під час підготовки до весілля майстерну ткалю викрадає злий принц Кукімор, щоб відвезти її своєму майбутньому тестеві — королю Дурімонту. Янка кидається в погоню, сподіваючись наздогнати ворога і визволити Маринку з полону. У цьому пастушку багато в чому допоможе чарівна дудка. Нею його обдарував випадково зустрінутий дід в нагороду за надану допомогу, за дах і їжу.

## У ролях
- Світлана Михалькова — Маринка
- Олексій Мокроусов — Янка
- Євген Лебедєв — король Дурімонт / король Обалдін
- Георгій Віцин — принц Кукімор
- Любов Румянцева — принцеса Віктуся / принцеса Катуся
- Наталія Чемодурова — королева Павліна / королева Кріноліна
- Олексій Смирнов — генерал
- Августин Милованов — канцлер
- Георгій Георгіу — астролог
- Володимир Кулябін — дід
- Галина Рогачова — Ганна
- Ростислав Шмирёв — епізод
- Арнольд Помазан — епізод
- Іван Макогон — епізод

## Знімальна група
- Автори сценарію — Едуард Довнар, Артур Вольський
- Постановка — Юрій Цвєтков, Вацлав Вербовський
- Оператори-постановники — Марк Брауде, Юрій Єлхов
- Художник-постановник — Ігор Топілін
- Композитор — Едуард Ханок

## Локації зйомок
Львів: Шевченківський гай.
Олеський замок.